# Neurodegeneració associada a pantotenat-cinasa
La neurodegeneració associada a pantitenat-cinasa (també coneguda com a PKAN per les seues inicials en anglés, Pantothenate Kinase-Associated Neurodegeneration) o neurodegeneració amb acúmuls cerebrals de ferro 1 (NBIA1), coneguda prèviament com la síndrome de Hallervorden-Spatz (es desaconsella actualment l'ús d'aquest epònim donat que els doctors Julius Hallervorden i Hugo Spatz van estat vinculats al règim nazi i van aconseguir alguns dels seus subjectes per a autòpsies de forma poc ètica)), és una malaltia degenerativa neurològica que porta a parkinsonisme, distonia, demència i finalment a la mort. La neurodegeneració a la PKAN s'acompanya d'un excés de ferro al cervell.

## Símptomes
Els símptomes comencen típicament a la infància (sovint són més evidents a partir dels deu anys) i són progressius, resultant sovint en la mort al principi de l'edat adulta. Aquests inclouen:
- distonia (contraccions musculars incontrolables repetides)
- disfàgia i disàrtria, a causa de l'afectació dels músculs de la parla.
- rigidesa dels membres
- tremolor
- moviments anormals de torsió
- demència
- espasticitat
- debilitat
- atacs
- retinitis pigmentosa, una altra malaltia degenerativa que afecta la retina del malalt, causant alteració de color d'aquesta i el seu deteriorament progressiu. Inicialment causa ceguera nocturna, progressant fins a la pèrdua total de la visió.

Un 25% dels individus pateixen una forma poc habitual de PKAN que es desenvolupa després dels 10 anys i segueix un patró més lent i gradual de deteriorament. Aquests individus s'enfronten a defectes greus de la parla i trastorns psiquiàtrics i de comportament.
Donat que és una malaltia progressiva i degenerativa, la PKAN porta a una dependència greu i sovint a la mort al principi de l'edat adulta.

## Signes i proves complementàries

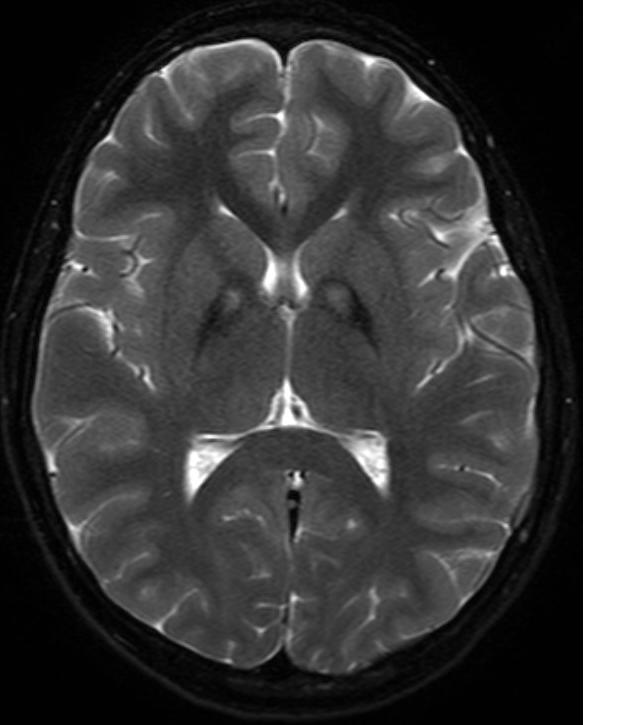
Imatge de RMN on es mostren els acúmuls de ferro als ganglis de la base.

Una exploració neurològica mostraria evidències de rigidesa muscular, debilitat i postures, moviments i tremolors anormals. El fet que altres membres de la família estiguin afectats pot ajudar al diagnòstic. Es poden fer proves genètiques per confirmar l'existència del gen anormal que causa la malaltia, tot i que aquests encara no estan disponibles àmpliament. A més, cal descartar altres trastorns del moviment i malalties. Als individus que mostren alguns dels símptomes del llistat anterior sovint se'ls realitza una RMN per a buscar trastorns neurològics. Donat que la PKAN és evident sobretot al cervell, la ressonància magnètica sol ser molt útil pel diagnòstic, mostrant sobretot dipòsits de ferro als ganglis de la base. S'estan desenvolupant criteris per separar la PKAN d'altres malalties amb NBIA.